# Macroclinium pachybulbon
Macroclinium pachybulbon är en orkidéart som först beskrevs av Eric Hágsater och Roberto González Tamayo, och fick sitt nu gällande namn av Dodson. Macroclinium pachybulbon ingår i släktet Macroclinium och familjen orkidéer. Inga underarter finns listade i Catalogue of Life.